# Chirurgie toracică
Chirurgia toracică este ramura chirurgicală care se ocupă cu diagnosticul și tratamentul operator al afecțiunilor peretelui toracic și pleurei, traheobronhopulmonare, mediastinului, pericardului, esofagului, diafragmei, precum și ale granițelor cervico-toracică și toraco-abdominală.